# Хефер
Хефер (њем. Höfer) општина је у њемачкој савезној држави Доња Саксонија. Једно је од 24 општинска средишта округа Целе. Према процјени из 2010. у општини је живјело 992 становника. Посједује регионалну шифру (AGS) 3351014.

## Географски и демографски подаци
Хефер се налази у савезној држави Доња Саксонија у округу Целе. Општина се налази на надморској висини од 64 метра. Површина општине износи 21,9 km². У самом мјесту је, према процјени из 2010. године, живјело 992 становника. Просјечна густина становништва износи 45 становника/km².